# Campionati del mondo di atletica leggera indoor 2012 - Salto in alto maschile
La gara di salto in alto maschile si è tenuta il 10 e l'11 marzo 2012.

## Risultati

### Qualificazione
Vanno in finale 10 atleti: chi supera 2,32 m o rientra nei primi 10 classificati.
| Posizione | Nome                    | Nazionalità | 2.18 | 2.23 | 2.26 | 2.29 | Ris  | Note  |
| --------- | ----------------------- | ----------- | ---- | ---- | ---- | ---- | ---- | ----- |
| 1         | Raúl Spank              | Germania    | o    | o    | o    | o    | 2.29 | q     |
| 1         | Dimitrios Chondrokoukis | Grecia      | o    | o    | o    | o    | 2.29 | q, SB |
| 1         | Mutaz Essa Barshim      | Qatar       | o    | o    | o    | o    | 2.29 | q     |
| 4         | Zhang Guowei            | Cina        | o    | o    | xo   | o    | 2.29 | q, SB |
| 5         | Trevor Barry            | Bahamas     | o    | o    | xxo  | o    | 2.29 | q     |
| 6         | Robert Grabarz          | Regno Unito | o    | o    | o    | xo   | 2.29 | q     |
| 6         | Jesse Williams          | Stati Uniti | o    | o    | o    | xo   | 2.29 | q     |
| 8         | Ivan Ukhov              | Russia      | o    | o    | xo   | xo   | 2.29 | q     |
| 9         | Andrey Silnov           | Russia      | o    | o    | xxo  | xo   | 2.29 | q     |
| 10        | Konstadinos Baniotis    | Grecia      | o    | xo   | o    | xxo  | 2.29 | q     |
| 11        | Viktor Ninov            | Bulgaria    | o    | o    | o    | xxx  | 2.26 |       |
| 12        | Majed Aldin Ghazal      | Siria       | xxo  | xo   | xo   | xxx  | 2.26 | NR    |
| 13        | Jaroslav Bába           | Rep. Ceca   | o    | o    | xxx  |      | 2.22 |       |
| 13        | Samson Oni              | Regno Unito | o    | o    | xxx  |      | 2.22 |       |
| 15        | Donald Thomas           | Bahamas     | o    | xo   | xxx  |      | 2.22 |       |
| 15        | Silvano Chesani         | Italia      | o    | xo   | xxx  |      | 2.22 |       |
| 15        | Mihai Donisan           | Romania     | o    | xo   | xxx  |      | 2.22 |       |
| 15        | Andriy Protsenko        | Ucraina     | o    | xo   | xxx  |      | 2.22 |       |
| 19        | Diego Ferrín            | Ecuador     | o    | xxo  | xxx  |      | 2.22 | SB    |

### Finale
FInale cominciata alle 15:31.
| Posizione | Atleta                  | Nazionalità | 2.20 | 2.24 | 2.28 | 2.31 | 2.33 | 2.35 | Risultato | Note |
| --------- | ----------------------- | ----------- | ---- | ---- | ---- | ---- | ---- | ---- | --------- | ---- |
| 1         | Dimitrios Chondrokoukis | Grecia      | o    | o    | xo   | xo   | o    | xx   | 2.33      | PB   |
| 2         | Andrey Silnov           | Russia      | o    | o    | o    | xo   | xo   | xxx  | 2.33      |      |
| 3         | Ivan Ukhov              | Russia      | o    | xo   | o    | o    | xxx  |      | 2.31      |      |
| 4         | Zhang Guowei            | Cina        | o    | o    | xo   | xo   | xxx  |      | 2.31      | =NR  |
| 5         | Konstantinos Baniotis   | Grecia      | o    | o    | xo   | xo   | xx-  | x    | 2.31      | SB   |
| 6         | Robert Grabarz          | Regno Unito | o    | o    | o    | xxo  | xxx  |      | 2.31      |      |
| 6         | Jesse Williams          | Stati Uniti | o    | o    | o    | xxo  | xxx  |      | 2.31      |      |
| 8         | Trevor Barry            | Bahamas     | o    | o    | xo   | xxo  | xxx  |      | 2.31      | SB   |
| 9         | Mutaz Essa Barshim      | Qatar       | o    | o    | o    | xxx  |      |      | 2.28      |      |
| 9         | Raúl Spank              | Germania    | o    | o    | o    | xxx  |      |      | 2.28      |      |